# Mallophora scopifera
Mallophora scopifera là một loài ruồi trong họ Asilidae. Mallophora scopifera được Wiedemann miêu tả năm 1828.